# Shin Megami Tensei II
Shin Megami Tensei II (真・女神転生II?  "Den sanna gudinnans återfödelse II") är ett postapokalyptiskt datorrollspel som utvecklades och släpptes av Atlus till Super Famicom den 18 mars 1994, och som senare porterades till Playstation, Game Boy Advance, IOS och Android. Spelet är den andra delen i Shin Megami Tensei-serien, som är en del av den större serien Megami Tensei. Det är en direkt uppföljare till Shin Megami Tensei.
Spelupplägget liknar det i övriga spel i serien, och går ut på att spelaren utforskar labyrintiska områden, och slåss både med och mot demoner. Spelaren kan även smälta samman flera av sina allierade demoner för att bilda nya, kraftfullare demoner. Spelet utspelar sig omkring 40 år efter det föregående spelet i Tokyo Millennium, en koloni som styrs av sekten Messiasorden. Berättelsen följer Hawk, en gladiator som lider av minnesförlust.
Playstation-versionen av spelet var 2002 års 267:e bäst säljande datorspel i Japan.

## Spelupplägg
Shin Megami Tensei II är ett datorrollspel i vilket spelaren tar rollen som gladiatorn Hawk, som med hjälp av ett datorprogram kan kommunicera med demoner. Spelupplägget liknar det i det första Shin Megami Tensei: spelet styrs i första person, och består av att spelaren utforskar dungeons - labyrintiska områden - och slåss mot demoner. Spelaren kan också välja att tala med demonerna istället för att slåss mot dem, och försöka bilda en allians med dem. Spelaren kan smälta samman flera av sina allierade demoner med varandra för att bilda en enda ny, starkare demon; den nya demonen kan "ärva" förmågor, som den typen av demon annars inte skulle ha tillgång till, från de demoner som smältes samman för att få fram den. Spelaren kan utöver att smälta samman demoner med varandra även smälta samman dem med vapen.
Beroende på de val spelaren gör i spelet förändras spelarfigurens livsåskådning; de olika åskådningar som finns är "lag", "kaos" och "neutralitet". Detta påverkar hur spelets handling förflyter.

## Handling

### Miljö och figurer
Spelet är en direkt uppföljare till Shin Megami Tensei. Det utspelar sig "år 20XX", i en värld där Shin Megami Tenseis huvudpersons livsåskådning var "neutralitet", och där han grundade den utopiska kolonin Tokyo Millennium. Fred varade i omkring 40 år, tills sekten Messiasorden kom till makten och förklarade krig mot Gaea-ringen, och världen förföll till ett postapokalyptiskt, knappt beboeligt tillstånd. Kolonin styrs från en central enhet kallad Centret, liknande styret i antikens Rom; enheten består av en grupp intellektuella personer som bor i ett före detta vårdhem. Kolonin är uppdelad i flera områden, varav den största kallas Valhalla, och vars befolkning är indelad i en överklass och en underklass. I Valhalla hålls turneringar där människor slåss mot varandra tillsammans med demoner; vinnare i turneringarna blir Valhallas hjältar och får rätten att bli del av överklassen. Tokyo Millennium är byggd ovanpå ruinerna efter katedralen i Tokyo; underjorden är uppdelad i områden som bebos av jirae (地霊 chirei?, jordandar), féer och mutanter.
Spelets huvudperson är Hawk (ホーク Hōku?, "hök"), en gladiator från Valhalla som lider av minnesförlust, och vars verkliga namn är Aleph (アレフ Arefu?). Bland andra figurer finns Hiroko (ヒロコ?), en rebellisk kvinna från Centret; Beth (ベス Besu?), en kvinna från Centret, som svär att alltid vara vid Hawks sida; Gimmel (ギメル Gimeru?), en man som av okänd anledning känner Hawk; Zayin (ザイン Zain?); Daleth (ダレス Daresu?), en man som hävdar att han är den verklige Messias; demonen Lucifer (ルシファー Rushifā?); och YHVH, den judeo-kristna guden.

### Intrig
Spelet börjar med att Hawk vaknar i Okamotos gym, och tränar i en virtuell verklighet inför finalen i Valhallas turnering. Medan han är inne i den virtuella verkligheten besöks han av en man vid namn Stephen, som ger honom ett datorprogram som kan användas för att frambesvärja demoner; han berättar för Hawk att Tokyo Millennium snart kommer att invaderas av demoner, och att mänskligheten kommer att gå under om den inte lär sig att använda demoner.

## Utveckling

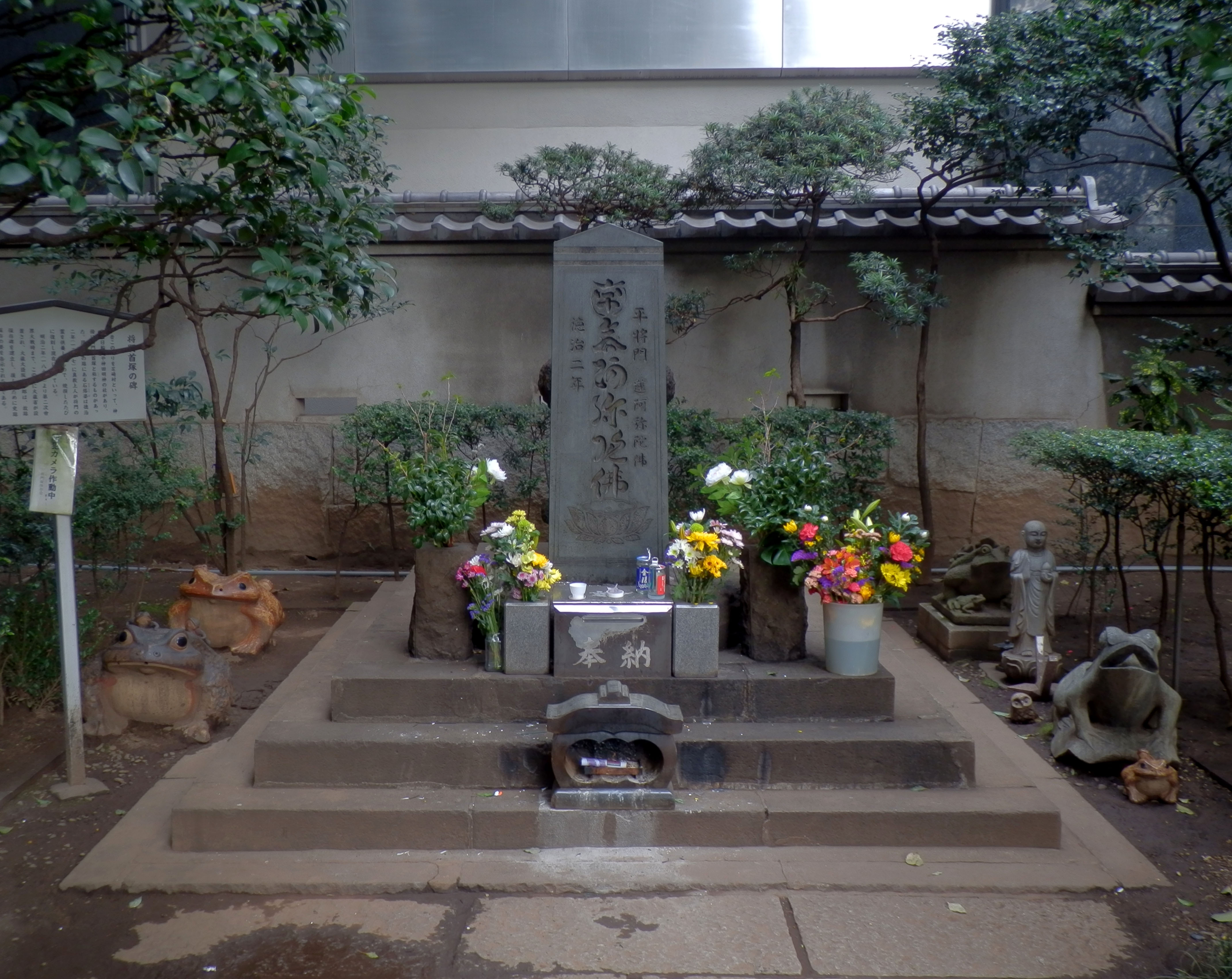
Under spelets förproduktion besökte Atlus Taira-no-Masakados grav (bild) och Haritis tempel för att rena sig.

Spelet utvecklades av Atlus till Super Famicom. Det regisserades av Cozy Okada, producerades av Hideyuki Yokoyama, och komponerades för av Tsukasa Masuko, medan Ryutaro Ito skrev manus. Kazuma Kaneko designade spelets figurer, men var också involverad i planeringsfasen. Under spelets förproduktion besökte de Haritis tempel i Zōshigaya och Taira-no-Masakados grav för att rena sig. De hade gjort detta tidigare, först under Shin Megami Tenseis utveckling; efter att en i personalen hade blivit rånad bestämde de sig för att göra det regelbundet. De inspirerades att göra det av Go Nagai, som sades ha lyckats drivit ut en förbannelse med hjälp av Hariti för att komma över problem när han skrev Devilman.
Under spelets planering bestämdes det att Shin Megami Tensei II inte skulle vara direkt kopplat till Shin Megami Tensei, så att spelet skulle vara intressant som ett fristående verk; Kaneko såg därför spelet som en berättelse som löst baseras på Shin Megami Tenseis framtid. Han tänkte sig först att det skulle utspela sig tio år efter Shin Megami Tensei, då detta skulle vara ungefär så lång tid som återuppbyggandet efter händelserna i Shin Megami Tensei skulle ta, men en annan person på företaget ansåg att det skulle vara hundra år; Kaneko tyckte att kulturen skulle ha förändrats mycket över hundra år, och sade att han inte ens kunde föreställa sig hur världen skulle se ut om hundra år, eller hur det var under Meijiperioden. Kaneko och den andra personen hade även olika idéer om spelseriens tidslinje, men till slut bestämde de sig för att den förflutna tiden skulle vara "flera decennier".
Enligt Kaneko valde de att låta den judeo-kristna guden, YHVH, vara spelets antagonist på grund av de motiv som olika mytologier runt om i världen har gemensamt, såsom syndafloden och världens skapelse. Han sade att ett sätt att tänka på det är att det skulle ha funnits en mytologi för länge sedan som olika folkslag tog med sig när de flyttade och när kontinenterna rörde på sig, och att folken har förändrat myterna till att passa den geografi som finns där de bor, vilket skulle ha lett till dagens myter; då de skulle ha haft samma bas har de samma motiv. När Kaneko funderade över vilken mytologi som skulle ha varit basen kom han fram till att det skulle ha varit Gamla Testamentet, vilket skulle betyda att YHVH från ett folkloristiskt perspektiv är basen för alla gudar runt om i världen. Han poängterade dock att YHVH inte framställs som ondskan förkroppsligad i Megami Tensei. Enligt Ito är spelets fokus livets träd i Gamla Testamentet.

### Figurdesign
Figuren Aleph utformades för att vara en förkroppsling av världen i Shin Megami Tensei II, med en design baserad på hur världen ser ut i spelet; exempelvis har han en bärbar dator och ett visir som han kontrollerar demoner med, och har svärd, pistoler och rustning till strider. Hans dator designades för att se kompakt ut, och visiret gjordes trådlöst; detta för att visa att spelet utspelar sig i framtiden. Kaneko valde att inte ge Aleph någon personlighet, dels för att han styrs av spelaren, och dels för att han i spelets berättelse är en artificiell varelse som skapades av vetenskapsmän i Centret. Beth och Daleth designades för att likna figurerna Yuka respektive Kazuya från det första Shin Megami Tensei, med användning av blått respektive grönt. Lucifer framställs visuellt som en elegant gentleman, då Kaneko inte ser honom som ond, utan bara som en figur som frestar och prövar spelaren. Enligt Kaneko framställs Lucifer i vissa teorier som en vacker ängel med tolv vingar; Kaneko gjorde honom till en ängel med sex vingar, och sade att då Lucifer framträder i både Shin Megami Tensei och Shin Megami Tensei II har han totalt tolv vingar.
Flera av spelets figurer hade verkliga personer som bas: Alephs mentor Okamoto fick sitt namn från ägaren till den byggnad Atlus befann sig i under spelets utveckling; Matsumoto fick sitt namn från Itos första hyresvärd i Tokyo; och Mekata fick sitt från en kvinnlig reporter på NHK. Red Bear fick sitt namn från den onda organisationen i superhjältefilmen Aikoku Sentai Dainippon. Vissa figurer utformades för att ta till vara hårdvarans kapacitet. Exempelvis designade Kaneko tre olika poser för de tolv gudomliga generalerna; genom att byta ut grafiken för deras huvuden och för de föremål de håller i, samt färgpaletten för deras rustningar, kunde han få fram tolv olika kombinationer. Eftersom generalerna är en grupp sade han att de ändå skulle likna varandra.

### Portering och lokalisering
Shin Megami Tensei II blev, tillsammans med Shin Megami Tensei och Shin Megami Tensei if..., porterat till Playstation i samband med tillkännagivandet av Shin Megami Tensei III: Nocturne. Grafiken i Playstation-versionen är förbättrad jämfört med Super Famicom-versionen: kameran flyttar sig mjukt, och utseendet på vissa områden, däribland diskoteket och den virtuella arenan, är justerat. Porteringen innehåller även en ny, enklare, svårighetsgrad. Den första Playstation-utgåvan av spelet innehåller buggar; en ny version där dessa har eliminerats gavs senare ut. Spelet porterades även till Game Boy Advance, med förbättrad grafik jämfört med Super Famicom-versionen, men utan den mjuka kamerarörelsen från Playstation-versionen. Den här versionen innehåller även ett antal mindre berättelsesektioner som spelaren kan låsa upp.
I mars 2014 sade Atlus USA:s översättare Mai Namba att det skulle vara fantastiskt att få lokalisera Shin Megami Tensei II för den engelskspråkiga marknaden, men att det för tillfället inte fanns några planer på att göra det. I augusti 2015 sade Atlus USA:s PR-manager John Hardin att lokalisering av IOS- eller Android-versionerna av Shin Megami Tensei II och Shin Megami Tensei if... hade sjunkit till botten av deras prioritetslista, och att han inte visste vad statusen för dem var.

## Musik

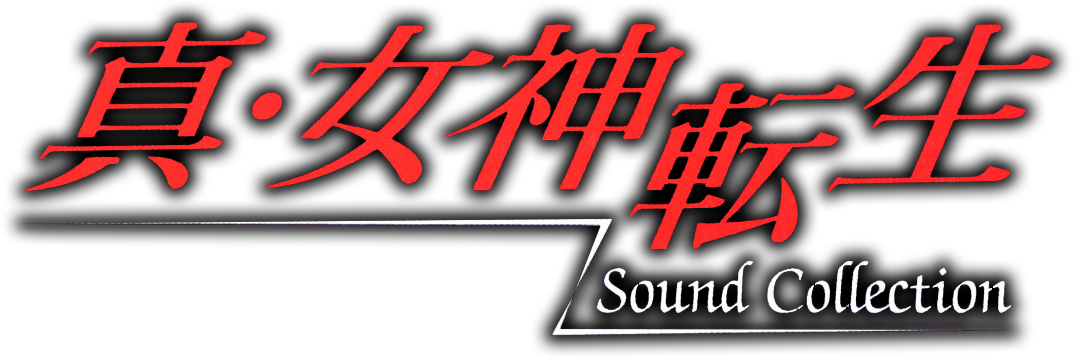
Logotypen till Shin Megami Tensei Sound Collection.

Soundtrack-albumet Shin Megami Tensei II Sound Relation gavs ut den 17 juni 1994 av Pony Canyon under katalognumret PCCG-00261. Det består av två skivor, varav den första innehåller arrangemang av Mike Townend, Kevin Townend, John Bell, Brian Gascoigne och Andy Vinter, framförda av City of London Sinfonia, och den andra innehåller musiken så som den låter i spelet. Ett andra album, Shin Megami Tensei Sound Collection, gavs ut den 5 mars 2003 av SME Visual Works under katalognumret SVWC-7175/6. Det innehåller musik från Playstation-versionerna av Shin Megami Tensei och Shin Megami Tensei II, Super Famicom-versionen av Shin Megami Tensei if..., samt från Shin Megami Tensei: Nine.
| 1.           | Neutral                       | 5:07  |
| 2.           | Passage to Subterranean World | 4:52  |
| 3.           | Dark Temple                   | 4:42  |
| 4.           | Heroism                       | 5:59  |
| 5.           | Club World                    | 5:27  |
| 6.           | Law                           | 4:51  |
| 7.           | Battle                        | 5:29  |
| 8.           | Chaos                         | 6:28  |
| 9.           | Market Place                  | 5:06  |
| 10.          | Devil's World                 | 4:54  |
| Total längd: | Total längd:                  | 52:55 |

| 1.           | Title Demo            | 1:00  |
| 2.           | Title                 | 0:55  |
| 3.           | Gym                   | 1:15  |
| 4.           | 3D: Virtual Battler   | 2:04  |
| 5.           | Shop                  | 1:11  |
| 6.           | 3D: Valhalla          | 1:43  |
| 7.           | Neutral               | 2:03  |
| 8.           | 2D: Field             | 1:21  |
| 9.           | Encounter             | 0:46  |
| 10.          | Battle                | 2:59  |
| 11.          | Level Up              | 0:53  |
| 12.          | Memory Recovery       | 1:22  |
| 13.          | 3D: Center            | 1:17  |
| 14.          | Law                   | 1:37  |
| 15.          | Heretic Mansion       | 4:01  |
| 16.          | Demon Fusion          | 1:11  |
| 17.          | 2D: Siren             | 1:36  |
| 18.          | 3D: Underground World | 1:48  |
| 19.          | Mid-Boss Battle       | 1:59  |
| 20.          | Chaos                 | 4:08  |
| 21.          | Casino                | 2:21  |
| 22.          | Terminal Point        | 1:41  |
| 23.          | Disco                 | 2:38  |
| 24.          | 2D: Hell              | 2:42  |
| 25.          | 3D: Hell              | 2:20  |
| 26.          | Heroine               | 2:16  |
| 27.          | Major Boss Battle     | 2:14  |
| 28.          | Game Over             | 2:35  |
| Total längd: | Total längd:          | 53:46 |

| 1.           | Demo                               | 0:20  |
| 2.           | Title                              | 0:41  |
| 3.           | Dream                              | 1:36  |
| 4.           | Home                               | 1:14  |
| 5.           | Pascal                             | 1:30  |
| 6.           | Kichijoji                          | 0:44  |
| 7.           | Shopping Center                    | 0:34  |
| 8.           | Neutral                            | 0:36  |
| 9.           | Embassy                            | 1:43  |
| 10.          | Shop                               | 1:31  |
| 11.          | Terminal                           | 0:29  |
| 12.          | Palace of the Four Heavenly Kings  | 1:34  |
| 13.          | Encounter                          | 0:38  |
| 14.          | Battle                             | 1:34  |
| 15.          | Level Up                           | 0:42  |
| 16.          | Law                                | 0:58  |
| 17.          | Ginza                              | 2:09  |
| 18.          | Heretic Mansion                    | 3:08  |
| 19.          | Fusion                             | 1:19  |
| 20.          | Shibuya                            | 3:03  |
| 21.          | Boss                               | 2:01  |
| 22.          | Game Over                          | 1:21  |
| 23.          | Castle Ruins                       | 1:56  |
| 24.          | Chaos                              | 0:36  |
| 25.          | Cathedral                          | 2:20  |
| 26.          | Epilogue                           | 1:37  |
| 27.          | Ending                             | 3:23  |
| 28.          | Evil People                        | 3:34  |
| 29.          | Title Demo                         | 1:36  |
| 30.          | Encounter (Akira Chapter)          | 0:21  |
| 31.          | Battle (Akira Chapter)             | 2:00  |
| 32.          | Level Up (Akira Chapter)           | 0:29  |
| 33.          | Boss (Akira Chapter)               | 2:59  |
| 34.          | Old Enemy (Akira Chapter)          | 3:23  |
| 35.          | Ending                             | 2:50  |
| 36.          | Staff Roll                         | 3:13  |
| 37.          | Karukosaka Senior High School Song | 8:18  |
| Total längd: | Total längd:                       | 67:37 |

| 1.           | Title Demo            | 1:03  |
| 2.           | Title                 | 0:31  |
| 3.           | Gym                   | 0:49  |
| 4.           | 3D: Virtual Battler   | 0:39  |
| 5.           | Shop                  | 0:50  |
| 6.           | 3D: Valhalla          | 0:34  |
| 7.           | Neutral               | 1:03  |
| 8.           | 2D: Field             | 0:50  |
| 9.           | Encounter             | 0:32  |
| 10.          | Battle                | 3:14  |
| 11.          | Level Up              | 0:33  |
| 12.          | Memory Recovery       | 0:40  |
| 13.          | 3D: Center            | 3:00  |
| 14.          | Law                   | 1:00  |
| 15.          | Heretic Mansion       | 1:58  |
| 16.          | Demon Fusion          | 0:43  |
| 17.          | 2D: Siren             | 0:43  |
| 18.          | 3D: Underground World | 2:43  |
| 19.          | Mid-Boss Battle       | 1:48  |
| 20.          | Chaos                 | 3:32  |
| 21.          | Casino                | 1:08  |
| 22.          | Terminal Point        | 1:04  |
| 23.          | Disco                 | 2:31  |
| 24.          | 2D: Hell              | 2:17  |
| 25.          | 3D: Hell              | 2:06  |
| 26.          | Heroine               | 1:57  |
| 27.          | Major Boss Battle     | 2:54  |
| 28.          | Game Over             | 2:25  |
| 29.          | Alice                 | 2:40  |
| 30.          | Boss Battle System    | 2:05  |
| 31.          | Kichijoji             | 1:44  |
| 32.          | Harujuku              | 1:44  |
| 33.          | Shibuya               | 1:30  |
| 34.          | Last Boss Battle      | 1:57  |
| Total längd: | Total längd:          | 54:47 |

## Lansering

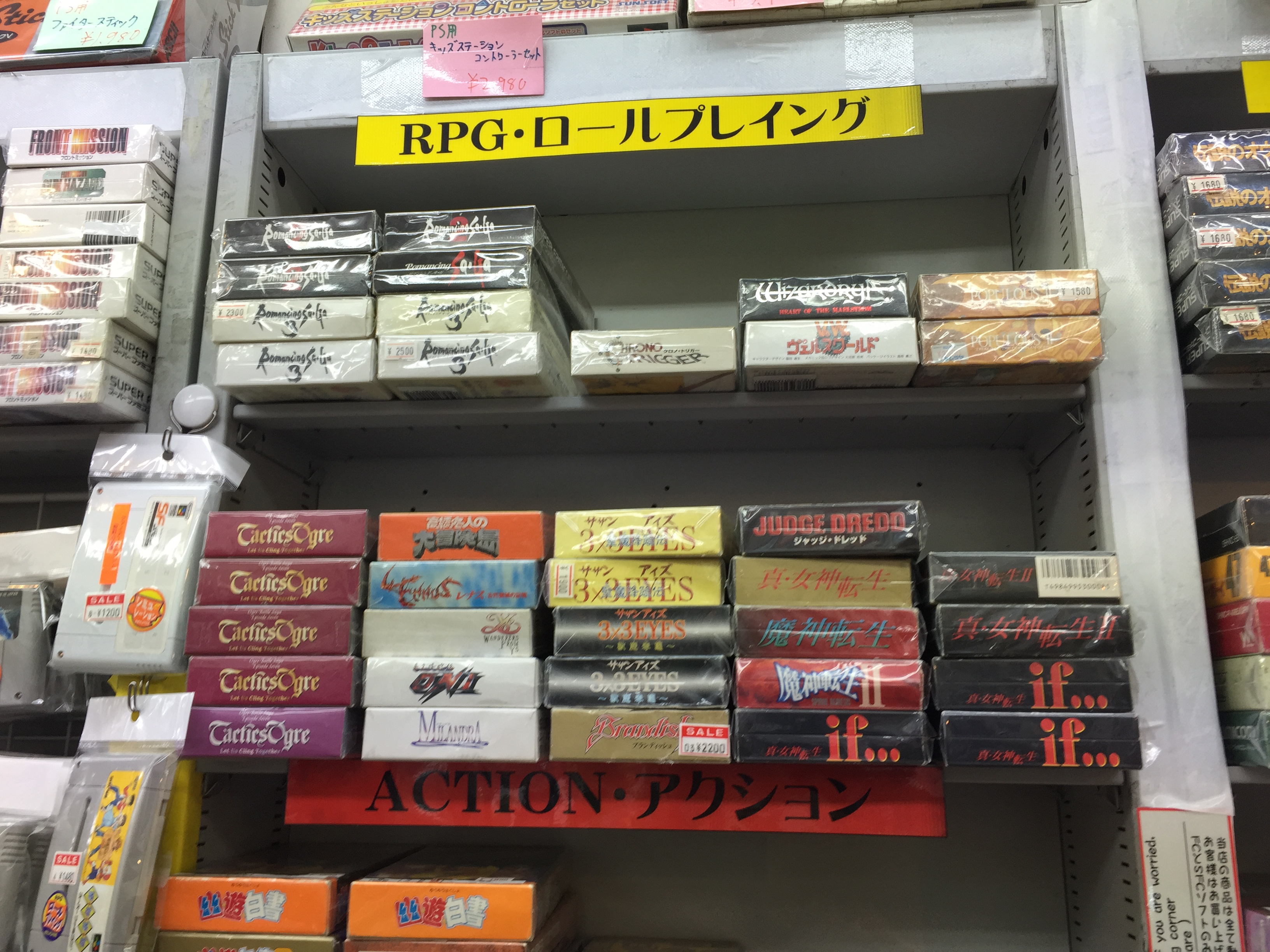
Datorrollspel i en butik i Akihabara, däribland Shin Megami Tensei II.

Spelet gavs först ut av Atlus till Super Famicom den 18 mars 1994 i Japan. Det gavs även ut till Playstation den 20 mars 2002, till Game Boy Advance den 26 september 2003, till IOS den 12 juni 2012, och till Android den 21 december 2012. Super Famicom- och Playstation-versionerna har även givits ut digitalt: Super Famicom-versionen via tjänsten Virtual Console till konsolerna Wii och Wii U den 7 september 2010 respektive den 25 september 2013; och Playstation-versionen via Playstation Network till konsolerna Playstation 3 och Playstation Portable den 11 augusti 2010, samt till Playstation Vita den 28 augusti 2012.
Den japanska organisationen Computer Entertainment Rating Organization har givit spelet åldersrekommendationen A, vilket innebär att det rekommenderas för alla åldrar.

## Mottagande
| Mottagande      | Mottagande      |
| Recensionsbetyg | Recensionsbetyg |
| Publikation     | Betyg           |
| --------------- | --------------- |
| Famitsu         | 28/40 (PS/GBA)  |

Den japanska speltidningen Famitsus skribenter uppskattade hur mycket frihet spelaren har. I deras recension av Playstation- och Game Boy Advance-versionerna sade de att de ansåg att spelupplägget fortfarande höll måttet. De ansåg att systemet för att smälta samman demoner var kul och utmärkt, och inte kändes föråldrat. Kurt Kalata och Christopher J. Snelgrove på Hardcore Gaming 101 sade att de uppskattade spelets lägre svårighetsgrad jämfört med det första Shin Megami Tensei.
Kalata och Snelgrove tyckte inte att berättelsen börjar med "lika mycket kraft" som Shin Megami Tensei; de ansåg att "frälsaren med minnesförlust" är en lam kliché, och att idén "västerländsk religion är ond" har blivit uttjatad. De sade dock också att Shin Megami Tensei II kom ut innan de här elementen hade blivit överanvända och att det "otvivelaktigt" var nytt på den tiden. I boken Game Magic: A Designer's Guide to Magic Systems in Theory and Practice använde Jeff Howard Shin Megami Tensei II som exempel på ett datorspel med anspelningar till kabbalism, med dess användning av hebreiska bokstäver som namn till spelets figurer; han sade att detta bidrar till atmosfären och ger en känsla av djup eller mystik. Famitsus skribenter uppskattade spelets tema, som de kallade storslaget och unikt, och den mörka världsbilden och scenariot, som de tyckte var djupsinniga.
Chris på Square Enix Music Online ogillade spelets musik, och sade att det var det sämsta i hela serien, och att musikstyckena tenderar att vara monotona och baserade på "repetition av intighet". Han sade att långsamt uppbyggande ambienta stycken såsom "Title Demo", "Title" och "Memory Recovery" är effektiva när de hörs i sitt sammanhang, men att de är alltför enkla och repetitiva för att kunna avnjutas som fristående verk. Han tyckte dock att styckena "Disco" och "Casino" var både humoristiska och medryckande. Kyle Miller och Damian Thomas, som båda skrev för RPGFan, uppskattade musiken mer. Miller tyckte att spelets soundtrack var riktigt välgjort, men sämre än det första Shin Megami Tenseis. De stycken han tyckte var bäst var "Heretic Mansion" och vissa av de stycken som spelas under strider. Han uppskattade även "Casino", som han sade var medryckande och fungerade som en effektiv kontrast till skräcktemat hos de andra styckena. Thomas sade att spelet har ett utmärkt soundtrack, och att medan flera av styckena är korta har de gedigna melodier. Kalata och Snelgrove uppskattade musiken som spelas under striderna. Famitsus skribenter tyckte att Playstation-versionens grafik såg billig ut.

### Försäljning
Vid slutet av 2002 var Playstation-versionen årets 267:e bäst säljande datorspel i Japan, med 36 341 sålda exemplar. Game Boy Advance-versionen placerade sig däremot inte alls på den årliga topp 300-listan över bäst säljande datorspel i Japan under sitt debutår 2003.

## Annan media
Atlus gav ut mobilspelet Shin Megami Tensei 20XX den 26 augusti 2004 till FOMA 900I-telefoner; det utspelar sig "år 20XX" i Tokyo Millennium. Ett andra mobilspel, Shin Megami Tensei: Devil Colosseum 20XX, gavs ut den 28 maj 2007. Ytterligare ett mobilspel, Shin Megami Tensei II Gaiden: Ma To Houkai, gavs ut den 18 juni 2008. Det har automatiskt genererade dungeons, vars struktur förändras varje gång spelaren går in i dem, och inkluderar systemet för demonsammansmältningar från Shin Megami Tensei II.